# Czesław Daniłowicz
Czesław Daniłowicz (ur. w 1942 w Kuklach w powiecie sejneńskim) – polski informatyk, doktor habilitowany inżynier nauk technicznych, profesor Politechniki Wrocławskiej.

## Życiorys
W 1966 r. uzyskał tytuł magistra inżyniera elektronika, w 1970 r. stopień doktora nauk technicznych (praca doktorska – Pewna metoda określania właściwości użytkowych systemu liczącego), a w 1993 r. doktora habilitowanego (praca habilitacyjna – Systemy wyszukiwania informacji uwzględniające preferencje użytkowników końcowych). W 1977 r. został powołany na stanowisko docenta, a w 1994 r. na stanowisko profesora nadzwyczajnego w PWr.
Od 1971 do 1981 r. pełnił funkcję dyrektora Biblioteki Głównej Politechniki Wrocławskiej. W tym czasie rozpoczęto wprowadzanie w bibliotece systemów komputerowych do obsługi pracowników i studentów. Zaprojektowano i wdrożono pierwszy w Polsce system rejestracji wypożyczeń i zwrotów, opracowano i wprowadzono do praktyki system oceny prac pracowników Politechniki Wrocławskiej na podstawie cytowań oraz uruchomiono pierwszy w Polsce system selektywnej dystrybucji informacji. W Bibliotece zorganizował naukowo-dydaktyczny Zakład Systemów Informacyjnych, a na Wydziale Informatyki i Zarządzania zorganizował unikalną w Polsce specjalność SINT – Systemy Informacji Naukowo-Technicznej. Specjalność tę w latach 1972–2017 ukończyło ponad 1000 magistrów inżynierów informatyki. W programie nauczania obok wiedzy informatycznej i matematycznej duży nacisk położono na biegłe posługiwanie się dwoma językami obcymi.
W latach 1984–1989 był członkiem Komitetu Informacji Naukowej PAN. Był członkiem założycielem Polskiego Towarzystwa Informatycznego i współorganizatorem ogólnopolskiego konkursu na najlepsze prace magisterskie w dziedzinie informatyki oraz przez 11 lat przewodniczył jury tego konkursu. W latach 1990–1993 pełnił funkcję wiceprezydenta Ogólnopolskiej Fundacji Edukacji Komputerowej. W 1992 r. został członkiem założycielem EUCLID (European Association for Library & Information Education and Research). Był pomysłodawcą i organizatorem cyklicznej krajowej konferencji Multimedialne i Sieciowe Systemy Informacyjne (MISSI).
Dwóch z doktorantów prof. Daniłowicza uzyskało tytuły profesorów, a trzech stopnie doktora habilitowanego. Wypromował łącznie 13 doktorów:
1. Tadeusz Radecki (1977)
2. Henryk Szarski (1979)
3. Jadwiga Kowalska (1983)
4. Andrzej Siemiński (1984)
5. Bogdan Trawiński (1985)
6. Artur Rozwadowski (1985)
7. Kazimierz Choroś (1987)
8. Ngoc Thanh Nguyen (1989)
9. Joao Sebastiao Teta (1989)
10. Przemysław Kazienko (2000)
11. Dariusz Król (2001)
12. JarosławBaliński (2002)
13. Agnieszka Indyka-Piasecka (2006)

Wielokrotnie recenzował prace doktorskie z innych uczelni i ośrodków naukowych oraz uczestniczył w pracach komitetów i komisji doradczych i oceniających w Ministerstwie Nauki i Szkolnictwa Wyższego oraz w Centrum Informacji Naukowej, Technicznej i Ekonomicznej.
Do 2005 r. był kierownikiem Zakładu Systemów Informacyjnych, po zwolnieniu z tej funkcji rozchorował się i w 2007 przeszedł na wcześniejszą emeryturę.
Został wyróżniony m.in. Srebrnym i Złotym Krzyżem Zasługi oraz odznaczeniem Zasłużony Działacz Kultury.

## Publikacje
Badania naukowe prowadził głównie w dziedzinie wyszukiwania informacji. Jest autorem lub współautorem 132 prac. Wybrane publikacje:
1. „Programowanie maszyn cyfrowych ODRA 1003 i ODRA 1013”, Wydawnictwo PWr, 1971
2. „Algorytmiczna metoda oceny użyteczności systemu liczącego”, w: Projektowanie Maszyn Cyfrowych, Warszawa, PWN 1972, s. 365–375
3. „Selektywna dystrybucja informacji w obsłudze badań naukowych w Politechnice Wrocławskiej”, Przegląd Biblioteczny, 1977, nr 45, s. 40–60
4. „Biblioteka uczelniana jako ośrodek informacji naukowej”, Aktualne Problemy Informacji i Dokumentacji”, 1978, nr 4, s. 15–20
5. „SDI systems at the Technical University of Wrocław”, Journal of Information Science, 1982, vol. 5, s. 55–61
6. „Relative indexing on the basis of users profiles”, Information Processing 8 Management, 1983, vol. 19, nr 3, s. 159–163
7. „Users and experts in the document retrieval system model”, International journal of men- machine studies, 1984, vol. 21, s. 245–252
8. „Consensus-based partitions in the space of ordered partitions”, Patern Recognition, vol. 21, nr 3, s. 269–274 (współautor)
9. „Modelling of user preferences and needs in boolean retrieval systems”, Information Processing & Management, 1994, vol. 30, nr 3, s. 363–378